# Дис
Дис (фр. Diusse) насеље је и општина у југозападној Француској у региону Аквитанија, у департману Атлантски Пиринеји која припада префектури По.
По подацима из 2011. године у општини је живело 149 становника, а густина насељености је износила 28,06 становника/km². Општина се простире на површини од 5 km². Налази се на средњој надморској висини од 142 метара (максималној 249 m, а минималној 119 m).

## Демографија
| 1962. | 1968. | 1975. | 1982. | 1990. | 2011. |
| ----- | ----- | ----- | ----- | ----- | ----- |
| 162   | 145   | 200   | 187   | 166   | 149   |

График промене броја становника у току последњих година